# The Pinball of the Dead
The Pinball of the Dead est un jeu vidéo de flipper développé par Wow Entertainment et sorti en 2002 sur Game Boy Advance.

## Accueil
- Famitsu : 31/40[1]
- GameSpot : 8/10[2]
- IGN : 8/10[3]